# Madifushi (Meemu)
Pour les articles homonymes, voir Madifushi.
Madifushi est une petite île inhabitée des Maldives. Elle était auparavant habitée, mais elle a été évacuée à la suite du tsunami dans l'océan indien en 2004.

## Géographie
Madifushi est située dans le centre des Maldives, à l'Est de l'atoll Mulaku, dans la subdivision de Meemu. Elle voisine l'île habitée de Raimmandhoo.